# Весёлая Грива (Астраханская область)
Весёлая Грива — село в Приволжском районе Астраханской области России. Входит в состав Евпраксинского сельсовета.

## География
Село находится в юго-восточной части Астраханской области, в дельты реки Волги, на берегах рек Болда, Верхняя Веселовская, Большая Щучья, у ерика Щучий и о. Золотой.
Абсолютная высота −24 метра ниже уровня моря.
Уличная сеть
ул. Вишневая, ул. Колхозная, ул. Молодежная, ул. Перспективная, ул. Садовая.
Климат
умеренный, резко континентальный. Характеризуется высокими температурами летом и низкими — зимой, малым количеством осадков, а также большими годовыми и летними суточными амплитудами температуры воздуха.

## Население
| 2002 | 2010 |
| ---- | ---- |
| 234  | ↗290 |

Национальный и гендерный состав
По данным Всероссийской переписи, в 2010 году численность населения села составляла 290 человек (146 мужчин и 144 женщины).
| Национальность | Численность (2002) | Процент |
| -------------- | ------------------ | ------- |
| Русские        | 168                | 73,04%  |
| Казахи         | 41                 | 17,83%  |
| Татары         | 21                 | 9,13%   |
| Всего          | 230                | 100%    |

| Национальность | Численность (2010) | Процент |
| -------------- | ------------------ | ------- |
| Русские        | 191                | 67%     |
| Казахи         | 58                 | 20,4%   |
| Аварцы         | 21                 | 7,4%    |
| Татары         | 11                 | 3,9%    |
| Азербайджанцы  | 4                  | 1,4%    |
| Всего          | 285                | 100%    |

## Инфраструктура
В селе находятся Дом культуры села Веселая Грива,

## Транспорт
Остановка общественного транспорта «Весёлая Грива».